# Leptosphaeria lindquistii
Leptosphaeria lindquistii är en svampart som beskrevs av Frezzi 1968. Leptosphaeria lindquistii ingår i släktet Leptosphaeria och familjen Leptosphaeriaceae.   Inga underarter finns listade i Catalogue of Life.